# Stalph Yuki Richard
Stalph Yuki Richard (sinh ngày 4 tháng 8 năm 1984) là một huấn luyện viên chuyên nghiệp và cựu cầu thủ bóng đá người Đức gốc Nhật. Anh hiện tại là huấn luyện viên dẫn dắt câu lạc bộ SC Sagamihara.

## Tiểu sử
Stalph sinh ra ở Bochum, Đức. 
Anh có mẹ là người Nhật và cha là người Đức. Hai năm sau, vào tháng 3 năm 1987,  gia đình anh chuyển tới sống ở Nhật Bản.
Sau khi tốt nghiệp trung học vào tháng 5 năm 2003, Stalph tới Zürich, Thụy Sĩ để bắt đầu sự nghiệp bóng đá của mình.

## Sự nghiệp cầu thủ
Stalph từng chơi cho Hekari United FC và trước đó anh bắt đầu sự nghiệp với câu lạc bộ SC Idar-Oberstein và Penn FC.

## Sự nghiệp huấn luyện viên
Vào tháng sáu năm 2024, có nguồn tin cho rằng Stalph sẽ có thể trở thành huấn luyện viên mới cho câu lạc bộ SC Sagamihara tại giải J3 League sau khi thay thế Kazuyuki Toda.

## Thống kê về sự nghiệp huấn luyện viên
Tính đến thời điểm ngày 17 tháng 8 năm 2024
| Đội                | Từ                  | Đến                 | Kỉ lục | Kỉ lục | Kỉ lục | Kỉ lục | Kỉ lục  |
| Đội                | Từ                  | Đến                 | G      | W      | D      | L      | % Thắng |
| ------------------ | ------------------- | ------------------- | ------ | ------ | ------ | ------ | ------- |
| YSCC Yokohama      | 1 tháng 2 năm 2019  | 31 tháng 1 năm 2022 | 95     | 29     | 21     | 45     | 030,53  |
| AC Nagano Parceiro | 1 tháng 2 năm 2022  | 27 tháng 8 năm 2023 | 60     | 23     | 15     | 22     | 038,33  |
| U20 Thái Lan       | 1 tháng 12 năm 2023 | 3 tháng 6 năm 2024  | 2      | 1      | 1      | 0      | 050,00  |
| SC Sagamihara      | 26 tháng 6 năm 2024 | Hiện tại            | 6      | 2      | 2      | 2      | 033,33  |
| Tổng cộng          | Tổng cộng           | Tổng cộng           | 163    | 55     | 39     | 69     | 033,74  |